# Mas Sabola
El mas Sabola (Mas Sabole en francès) és un llogaret de la comuna rossellonesa de Vilamulaca, a la Catalunya Nord, per bé que la seva situació, al nord del terme i en una llenca de terra en punxa, fa que a voltes hom el situï en alguna de les comunes veïnes, Trullars, Pontellà i Nyils o Bages de Rosselló.
L'indret ha estat històricament, i encara ho és en el present, un important nus de comunicacions,perquè s'hi creua la carretera RD-900 (Perpinyà - el Voló) amb la D-612 (Elna - Tuïr). La situació estratègica de l'encreuament va fer que als anys 70 del segle passat fos un punt calenta causa de talls de carreteres per part de pagesos rossellonesos enfrontats a les exportacions agrícoles de l'Estat espanyol que els feien la competència.
La zona ha estat propícia per a accidents de carretera, i només en els darrers anys es ressenya un motorista mort (10.11.2011), un camió cimenter bolcat (11.6.2012), un conductor mort (9.1.2013) i una ciclista morta (18 d'agost del 2013) en accidents.
Associat al lloc, per bé que immediatament a l'altra banda del límit municipal de Bages, hi ha les restes del darrer autocine del Rosselló, el Drive In Cine Saint Christophe tancat el 1980.
El compositor Josep Font i Grau dedicà al veïnat el 1953 la sardana Mas Sabola, enregistrada per la cobla Els Montgrins en disc.